# ナクシ・ジャハーン
ナクシ・ジャハーン（ペルシア語نقشِ جهان Naqsh-i Jahān 、? - 1417年/18年）は、14世紀後半以降のチャガタイ・ウルスにおける、いわゆるモグーリスタン・ハン国の第7代君主（在位1415年/16年 - 1417年/18年）。ヒズル・ホージャの子のシャーヒ・ジャハーンの子。漢語史料での表記は納黒失只罕。
モグーリスタン・ハン国の有力者であるドゥグラト部のホダーイダードによってハンに擁立される。中国の史料には永楽15年（1417年）にナクシ・ジャハーンの使節が朝貢のために明の宮廷を訪れ、馬市の開催を要請したことが記されている。
1417年頃にナクシ・ジャハーンは従弟のワイスによって殺害され、ホダーイダードの承認の下にワイスがハンに即位した。